# Eva Twardokens
Eva Twardokens (* 28. April 1965 in Reno, Nevada) ist eine ehemalige US-amerikanische Skirennläuferin.

## Biografie
Im Skiweltcup konnte sie zwar kein Rennen gewinnen, doch in Super-G und im Riesenslalom erreichte sie mehrere Podestplätze. Zudem erzielte sie auch im Slalom mit einem 4. Platz in Sestriere (ITA) im Dezember 1985 als Bestresultat und in der Alpinen Kombination Platzierungen unter den besten 10.
Gute Platzierungen erreichte sie auch bei zwei Olympischen Winterspielen und vier Skiweltmeisterschaften, bei denen sie nicht weniger als zehn Mal unter die besten 10 fuhr. Sie fehlte allerdings verletzungsbedingt für die Weltcup-Saison 1987/88 und somit auch bei Olympia 1988, denn sie erlitt im ersten Durchgang des Weltcup-Slaloms in Sestriere am 26. November 1987 einen Bänderriss im rechten Knie (Quelle: "Volkszeitung Kärnten" vom 27. November 1987, Seite 46; Titel "Mit neuer Technik zum ersten Sieg im Slalom", letzter Absatz).
Den größten Erfolg ihrer Karriere hatte Twardokens bei den Skiweltmeisterschaften 1985 in Bormio, als sie im Riesenslalom die Bronzemedaille gewann. Twardokens beendete im März 1995 ihre Karriere auch an dieser Stätte.

## Erfolge
- Olympische Winterspiele 1992 in Albertville
  - 7. Rang im Riesenslalom
  - 8. Rang im Super-G
- Olympische Winterspiele 1994 in Lillehammer
  - 7. Rang im Riesenslalom
- Weltmeisterschaften 1985 in Bormio
  - Bronze im Riesenslalom
  - 7. Rang in der Alpine Kombination
  - 10. Rang im Slalom
- Weltmeisterschaften 1987 in Crans-Montana
  - 8. Rang in der Alpinen Kombination
  - 9. Rang im Slalom
- Weltmeisterschaften 1989 in Vail
  - 8. Rang im Slalom
- Weltmeisterschaften 1991 in Saalbach-Hinterglemm
  - 5. Rang im Riesenslalom

- Skiweltcup
  - 3 Podestplätze